# Ellen Dall
Ellen Dall, född 28 mars 1899 i Köpenhamn i Danmark, död 16 mars 1971 i Sollentuna i Sverige, var en dansk-svensk skådespelare. 
Hon var från 1918 till hans död gift med direktör Eric Rickberg (1893–1959). De är begravda på Norra begravningsplatsen utanför Stockholm.

## Filmografi
- 1915 – Den dovne Dreng paa Karneval
- 1918 – Dommens dag
- 1919 – Bajadser
- 1919 – Synnöve Solbakken
- 1920 – Thora van Deken
- 1920 – Lyckoper
- 1920 – Dømmer ikke
- 1921 – Kvarnen
- 1924 – Studenterna på Tröstehult

### Fotnoter
1. ↑  ”Ellen Dall”. Svensk Filmdatabas. http://www.sfi.se/sv/svensk-filmdatabas/Item/?type=PERSON&itemid=58018&ref=%2ftemplates%2fSwedishFilmSearchResult.aspx%3fid%3d1225%26epslanguage%3dsv%26searchword%3dEllen+Dall%26type%3dPerson%26match%3dBegin%26page%3d1%26prom%3dFalse. Läst 21 februari 2013.
2. ↑  Dagens Nyheter, 18 januari 1959, sid. 27–28
3. ↑  SvenskaGravar